# Душан Дукић
Душан Дукић (Моравци, 20. јул 1923 — Београд, 18. јануар 2013) био је српски географ, професор хидрологије и климатологије на Географском факултету Универзитета у Београду. Употребљавао је шири приступ у проучавању копнених вода. Значајно је допринео развоју хидрогеографије антропогеног правца. У хидрологију је увео специфични интензитет падавина (нова мерна јединица). Осмислио је метод графичке анализе водног режима река. Први је у Југославији почео да примењује аерокосмичке методе у проучавањима.
Био је директор Географског института „Јован Цвијић“ при САНУ. Објавио је више од 100 научних радова у земљи и иностранству (претежно из хирдолигије река), 4 монографије и више универзитеских уџбеника из хидрологије и климатологије. Био је председник Српског географског друштва, носилац медаље „Јован Цвијић“, почасни и редовни члан многих географских друштава у земљи и иностранству.